# یوشیتاکه سوزوکی (فیلم‌نامه‌نویس)
یوشیتاکه سوزوکی (انگلیسی: Yoshitake Suzuki؛ ۳۱ مارس ۱۹۴۲) یک فیلم‌نامه‌نویس، اَنیماتور و کارتونیست اهل ژاپن است.
از فیلم‌ها یا مجموعه‌های تلویزیونی که وی در آن‌ها نقش داشته‌است می‌توان به مشاهیر بزرگ جهان و ققنوس اشاره نمود.